# Monika Anna Wojtyllo
Monika Anna Wojtyllo (* 29. Oktober 1977 in Breslau) ist eine polnische Regisseurin, Schauspielerin und Autorin.

## Leben und Wirken
Da ihre Eltern als Theaterleute – der Vater Ryszard Wojtyllo als Regisseur und Schauspieler und ihre Mutter Aleksandra Wojtyllo als Schauspielerin oft auf Tournee waren –, stand Wojtyllo im Alter von drei Jahren das erste Mal mit auf der Bühne. 1983 verließ die Familie aus politischen Gründen Polen. Wojtyllo erhielt als Kind in Deutschland eigenständiges politisches Asyl.
In Hamburg traten die Eltern dem (von Zdzisław Twardoch, Cezary Janos sowie Anna Janiszewska gegründetem) Kabarett PIKA (Polska Inicjatywa Kulturalno Artystyczna) bei, das sich in polnischer Sprache mit den Problemen von Emigranten auseinandersetzt. Im Alter von 14 Jahren machte Wojtyllo ihr erstes Praktikum beim Norddeutschen Rundfunk. Es folgten erste Rollen als Schauspielerin.
Nach Wojtyllos Abitur 1997 folgten Praktika und Assistenzen bei Film und Fernsehen in den Bereichen Schnitt, Licht, Aufnahmeleitung, Produktion und Regie sowie Arbeiten an eigenen Kurzfilmprojekten. Anschließend arbeitete Wojtyllo als Moderatorin und Redakteurin bei dem Internetfernsehsender CyberRadioTV in Hamburg, wo sie eine Wirtschafts- und eine Kinosendung gestaltete. Es folgten mit Filmgarten.com  und Freespeed.de zwei weitere Internetportale, bei denen sie ebenfalls für die redaktionelle Betreuung der Kino-Kanäle verantwortlich war.
Im März 2008 schloss sie ihr Studium der Filmregie an der Hochschule für Film und Fernsehen „Konrad Wolf“ in der Medienstadt Babelsberg mit dem Diplomfilm Polska Love Serenade ab. Ende 2008 gründete sie den Filmemacherkreis „Berliner Sonderschule“ und ist zudem als Schauspielerin in deutschen Fernsehproduktionen zu sehen.
Wojtyllo lebt in Berlin.

## Filmografie
- 1997: Last Exit Aral, Spielfilm, Horrorkomödie, 25 min, Buch und Regie.
- 2001: 23 PS, Spielfilm, Komödie, 6 min, Sapere Aude Productions, Buch, Regie, Produktion.
- 2002: Ich bin doch nicht blind, Kurzspielfilm, Komödie, 2 min, HFF Konrad Wolf, Buch und Regie.
- 2002: Danger Zone, Dokumentarfilm, Experimental, 5 min, HFF Konrad Wolf. Buch, Regie, Kamera und Produktion. Festivals: u. a. „Nachtstudio multimedial“ Potsdam
- 2003: Tag eines Spinners, Kurzbeitrag für Berlinale Studio, ORB/SFB, Regie und Kamera.
- 2003: Chymische Hochzeit, Kurzspielfilm, Experimentalpersiflage, 10 min, HFF Konrad Wolf, Buch, Regie, Produktion.
- 2003: Sticken und Ficken, Dokumentarfilm über Helga Goetze, 15 min, HFF Konrad Wolf, Buch, Regie, Produktion. Festivals u.a: „KunstFilmBiennale 2004“ Köln, „FilmPolska Festival“ Berlin
- 2004: Kuckuck, Kurzspielfilm, Komödie, 10 min, HFF Konrad Wolf, Buch, Regie, Produktion.
- 2005: Hog Heaven, Kurzspielfilm, Musicalpersiflage, 22 min, HFF Konrad Wolf, Buch und Regie. Festivals u. a.: „FilmFestival Cottbus“, „FilmPolska Festival“ Berlin
- 2007: Hog Heaven – Reloaded, Kurzspielfilm, Musicalpersiflage 23 min, HFF Konrad Wolf, Buch und Regie.
- 2008: Polska Love Serenade, Spielfilm, Komödie, 75 min, ARTE/HFF, Story und Regie. Premierenfestival 2008: 29. Max Ophüls Preis – Offizieller Langfilmwettbewerb, Achtung Berlin – Langfilmwettbewerb
- 2008: Die kleine dicke Meernixe, Festivaltrailer Cottbus 2008, 30 sek, 35 mm, HFF, in Co-Regie mit Axel Ranisch.
- 2009: Live it Up, Music video The Busters, DoniDoniFilmproduktion, Buch und Regie
- 2009: Wer hat Angst vorm bösen Wolf, Video art, 15 min, BerlinerSonderschule, Produktion, Buch und Regie.
- 2013: Beginn einer Legende, Theateraufzeichnung Störtebeker-Festspiele 2013, Bildregie
- 2014: Gottes Freund, Theateraufzeichnung Störtebeker-Festspiele 2014, Bildregie
- 2014: Schützenfest Reloaded, Video art, 3 min 20 sek, BerlinerSonderschule, Produktion, Buch und Regie.

### Darstellerin
- 1996: Faust (Fernsehreihe, Folge Babyraub), Regie: Michael Mackenroth
- 1997: Großstadtrevier (Fernsehserie, Folge Das zweite Gesicht ), Regie: Jürgen Nola
- 1997: Doppelter Einsatz (Fernsehserie, Folge Mißbraucht), Regie: Thomas Jauch
- 1999: Tatort – Der Duft des Geldes, Regie: Helmut Förnbacher
- 2000, 2002: Die Rettungsflieger (Fernsehserie, verschiedenen Rollen, 2 Folgen)
- 2000: Zwei Asse und ein König (Fernsehserie, 1 Folge), Regie: Bernd Fischerauer
- 2001: Stubbe – Von Fall zu Fall (Fernsehreihe, Folge Unschuldsengel ), Regie: Thomas Jakob
- 2005: Frauenhelden (Fernsehserie, 1 Folge), Regie: Susanne Abel
- 2009: Résiste – Aufstand der Praktikanten (Spielfilm), Regie: Jonas Grosch
- 2010: Im Angesicht des Verbrechens (Fernsehserie, 5 Folgen), Regie: Dominik Graf
- 2013: Global Player – Wo wir sind isch vorne (Spielfilm), Regie: Hannes Stöhr
- 2017: Kommissar Marthaler – Die Sterntaler-Verschwörung (Fernsehreihe), Regie: Züli Aladağ
- seit 2017: Tatort, Regie: Dietrich Brüggemann
  - 2017: Tatort – Stau
  - 2018: Tatort – Murot und das Murmeltier
- 2018: Schöne heile Welt (Spielfilm), Regie: Gernot Krää
- 2019: Polizeiruf 110 – Heimatliebe, Regie: Christian Bach
- 2019: Leif in concert
- 2020: Die Insider (Fernsehfilm), Regie: Ismail Sahin
- 2020: Betonrausch (Kinofilm), Buch und Regie: Cüneyt Kaya
- 2021: Doktor Ballouz (ZDF-Fernsehserie, 4 Folgen), Regie: Andreas Menck
- 2022: Friesland: Prima Klima (Fernsehreihe)
- 2023: Das Leben ist kein Kindergarten: Vaterfreuden (Fernsehreihe), Regie: Sinje Köhler
- 2024: Die geschützten Männer